# Trichonta trivittata
Trichonta trivittata är en tvåvingeart som beskrevs av Lundstrom 1916. Trichonta trivittata ingår i släktet Trichonta och familjen svampmyggor. Arten är reproducerande i Sverige. Inga underarter finns listade i Catalogue of Life.